# Anolis roatanensis
Espèce
Synonymes
- Norops roatanensis Köhler & McCranie, 2001

Anolis roatanensis est une espèce de sauriens de la famille des Dactyloidae. 

## Répartition
Cette espèce est endémique de Roatán dans les îles de la Bahía au Honduras.

## Étymologie
Son nom d'espèce, composé de roatan et du suffixe latin -ensis, « qui vit dans, qui habite », lui a été donné en référence au lieu de sa découverte, Roatán.

## Publication originale
- Köhler & McCranie, 2001 : Two new species of anoles from northern Honduras (Squamata: Polychrotidae). Senckenbergiana biologica, vol. 81, p. 235-245.